# 日本の歌百選
日本の歌百選（にほんのうたひゃくせん）は、2006年（平成18年）に日本の文化庁と日本PTA全国協議会が、親子で長く歌い継いでほしい童謡・唱歌や歌謡曲といった抒情歌や愛唱歌の歌101曲を選定したもの。
2006年9月5日から11月17日まで、一般から候補曲とその曲にまつわるエピソードを募集し、6,671通（うち有効票5,540通）895曲を集めた。この中から選考委員会が選出し、2006年12月15日に最終的に決定した。発表は2007年1月14日に新国立劇場で行われ、これらを歌うコンサートも合わせて開催された。
応募条件は「日本語の歌詞」の歌であったため、元々は日本国外で作られたが日本で日本語の訳詞によって親しまれる歌も数曲が含まれる。また、「百選」という名称ではあるが、選考の結果絞り切れなかったため101曲が選定されている。

## 選考委員会
※肩書は2007年1月当時。
- 選考委員長 - 伊藤京子（日本演奏連盟理事長）[3]
- 選考委員 - 梅田昭博（日本PTA全国協議会会長）、扇谷勉（NHK解説委員）、近藤信司（文化庁長官）、たかたかし（日本作詩家協会理事長）、坪能由紀子（日本音楽教育学会会長）、坂東文昭（板橋区立常盤台小学校校長）、平尾昌晃（日本作曲家協会常務理事）、宗像昭男（青梅市立新町中学校校長）、安田祥子（声楽家）、由紀さおり（歌手）、湯山昭（日本童謡協会会長）[2]
- 選考委員会顧問 - 河合隼雄（文化庁長官〔休職中〕）[4]

## 一覧
- 列挙順は曲名の50音順。
- 作詞時期は普及している歌詞の制作時期を記載。

| No. | 曲名                       | 作詞                           | 作曲                           | 作詞時期（作曲時期） |
| --- | -------------------------- | ------------------------------ | ------------------------------ | -------------------- |
| 1   | 仰げば尊し                 | 大槻文彦・里見義・加部厳夫訳詞 | H.N.D.                         | 1884年（1871年）     |
| 2   | 赤い靴                     | 野口雨情                       | 本居長世                       | 1922年               |
| 3   | 赤とんぼ                   | 三木露風                       | 山田耕筰                       | 1921年（1927年）     |
| 4   | 朝はどこから               | 森まさる                       | 橋本国彦                       | 1946年               |
| 5   | あの町この町               | 野口雨情                       | 中山晋平                       | 1924年               |
| 6   | あめふり                   | 北原白秋                       | 中山晋平                       | 1925年               |
| 7   | 雨降りお月さん             | 野口雨情                       | 中山晋平                       | 1925年               |
| 8   | あめふりくまのこ           | 鶴見正夫                       | 湯山昭                         | 1961年               |
| 9   | いい日旅立ち               | 谷村新司                       | 谷村新司                       | 1978年               |
| 10  | いつでも夢を               | 佐伯孝夫                       | 吉田正                         | 1962年               |
| 11  | 犬のおまわりさん           | さとうよしみ                   | 大中恩                         | 1960年               |
| 12  | 上を向いて歩こう           | 永六輔                         | 中村八大                       | 1961年               |
| 13  | 海                         | 林柳波                         | 井上武士                       | 1941年               |
| 14  | うれしいひなまつり         | サトウハチロー                 | 河村光陽                       | 1935年               |
| 15  | 江戸子守唄                 | 日本古謡                       | 日本古謡                       | 江戸時代             |
| 16  | おうま                     | 林柳波                         | 松島つね                       | 1941年               |
| 17  | 大きな栗の木の下で         | 不詳（2-3番阪田寛夫）          | イギリス民謡                   | 終戦後（不明）       |
| 18  | 大きな古時計               | 保富庚午訳詞                   | ヘンリ・クレイ・ワーク         | 1962年（1876年）     |
| 19  | おかあさん                 | 田中ナナ                       | 中田喜直                       | 1954年               |
| 20  | お正月                     | 東くめ                         | 瀧廉太郎                       | 1901年               |
| 21  | おはなしゆびさん           | 香山美子                       | 湯山昭                         | 1962年               |
| 22  | 朧月夜                     | 高野辰之                       | 岡野貞一                       | 1914年               |
| 23  | 思い出のアルバム           | 増子とし                       | 本多鉄麿                       | 1961年               |
| 24  | おもちゃのチャチャチャ     | 野坂昭如・吉岡治補作詞         | 越部信義                       | 1962年（1959年）     |
| 25  | かあさんの歌               | 窪田聡                         | 窪田聡                         | 1956年               |
| 26  | 風                         | 西條八十訳詞                   | 草川信                         | 1921年               |
| 27  | 肩たたき                   | 西條八十                       | 中山晋平                       | 1923年               |
| 28  | かもめの水兵さん           | 武内俊子                       | 河村光陽                       | 1937年               |
| 29  | からたちの花               | 北原白秋                       | 山田耕筰                       | 1924年（1925年）     |
| 30  | 川の流れのように           | 秋元康                         | 見岳章                         | 1989年               |
| 31  | 汽車                       | 文部省唱歌                     | 大和田愛羅                     | 1912年               |
| 32  | 汽車ポッポ                 | 富原薫                         | 草川信                         | 1937年               |
| 33  | 今日の日はさようなら       | 金子詔一                       | 金子詔一                       | 1966年               |
| 34  | 靴が鳴る                   | 清水かつら                     | 弘田龍太郎                     | 1919年               |
| 35  | こいのぼり                 | 近藤宮子                       | 不詳                           | 1931年               |
| 36  | 高校三年生                 | 丘灯至夫                       | 遠藤実                         | 1963年               |
| 37  | 荒城の月                   | 土井晩翠                       | 瀧廉太郎                       | 1901年               |
| 38  | 秋桜                       | さだまさし                     | さだまさし                     | 1977年               |
| 39  | この道                     | 北原白秋                       | 山田耕筰                       | 1927年               |
| 40  | こんにちは赤ちゃん         | 永六輔                         | 中村八大                       | 1963年               |
| 41  | さくら貝の歌               | 土屋花情                       | 八洲秀章                       | 1949年               |
| 42  | さくらさくら               | 日本古謡                       | 日本古謡                       | 明治時代（江戸時代） |
| 43  | サッちゃん                 | 阪田寛夫                       | 大中恩                         | 1959年               |
| 44  | 里の秋                     | 斎藤信夫                       | 海沼実                         | 1948年               |
| 45  | 幸せなら手をたたこう       | 木村利人訳詞                   | アメリカ民謡                   | 1959年               |
| 46  | 叱られて                   | 清水かつら                     | 弘田龍太郎                     | 1920年               |
| 47  | 四季の歌                   | 荒木とよひさ                   | 荒木とよひさ                   | 1963年               |
| 48  | 時代                       | 中島みゆき                     | 中島みゆき                     | 1975年               |
| 49  | シャボン玉                 | 野口雨情                       | 中山晋平                       | 1922年（1923年）     |
| 50  | ずいずいずっころばし       | わらべうた                     | わらべうた                     | 江戸時代             |
| 51  | スキー                     | 時雨音羽                       | 平井康三郎                     | 1942年               |
| 52  | 背くらべ                   | 海野厚                         | 中山晋平                       | 1919年（1923年）     |
| 53  | 世界に一つだけの花         | 槇原敬之                       | 槇原敬之                       | 2002年               |
| 54  | ぞうさん                   | まど・みちお                   | 團伊玖磨                       | 1951年（1953年）     |
| 55  | 早春賦                     | 吉丸一昌                       | 中田章                         | 1913年               |
| 56  | たきび                     | 巽聖歌                         | 渡辺茂                         | 1941年               |
| 57  | ちいさい秋みつけた         | サトウハチロー                 | 中田喜直                       | 1955年               |
| 58  | 茶摘み                     | 文部省唱歌                     | 文部省唱歌                     | 1912年               |
| 59  | チューリップ               | 近藤宮子                       | 井上武士                       | 1931年（1932年）     |
| 60  | 月の沙漠                   | 加藤まさを                     | 佐々木すぐる                   | 1923年               |
| 61  | 翼をください               | 山上路夫                       | 村井邦彦                       | 1971年               |
| 62  | 手のひらを太陽に           | やなせたかし                   | いずみたく                     | 1961年               |
| 63  | 通りゃんせ                 | わらべうた                     | わらべうた                     | 江戸時代             |
| 64  | どこかで春が               | 百田宗治                       | 草川信                         | 1923年               |
| 65  | ドレミの歌                 | ペギー葉山訳詞                 | リチャード・ロジャース         | 1961年（1959年）     |
| 66  | どんぐりころころ           | 青木存義                       | 梁田貞                         | 1921年               |
| 67  | とんぼのめがね             | 額賀誠志                       | 平井康三郎                     | 1948年               |
| 68  | ないしょ話                 | 結城よしを                     | 山口保治                       | 1939年               |
| 69  | 涙そうそう                 | 森山良子                       | BEGIN                          | 1998年               |
| 70  | 夏の思い出                 | 江間章子                       | 中田喜直                       | 1949年               |
| 71  | 夏は来ぬ                   | 佐佐木信綱                     | 小山作之助                     | 1896年               |
| 72  | 七つの子                   | 野口雨情                       | 本居長世                       | 1921年               |
| 73  | 花                         | 武島羽衣                       | 瀧廉太郎                       | 1900年               |
| 74  | 花〜すべての人の心に花を〜 | 喜納昌吉                       | 喜納昌吉                       | 1980年               |
| 75  | 花の街                     | 江間章子                       | 團伊玖磨                       | 1947年               |
| 76  | 埴生の宿                   | 里見義訳詞                     | ヘンリー・ローリー・ビショップ | 1889年（1823年）     |
| 77  | 浜千鳥                     | 鹿島鳴秋                       | 弘田龍太郎                     | 1919年               |
| 78  | 浜辺の歌                   | 林古渓                         | 成田為三                       | 1913年（1916年）     |
| 79  | 春が来た                   | 高野辰之                       | 岡野貞一                       | 1910年               |
| 80  | 春の小川                   | 高野辰之                       | 岡野貞一                       | 1912年               |
| 81  | ふじの山                   | 巖谷小波                       | 文部省唱歌                     | 1910年               |
| 82  | 冬景色                     | 文部省唱歌                     | 文部省唱歌                     | 1913年               |
| 83  | 冬の星座                   | 堀内敬三訳詞                   | ウィリアム・ヘイス             | 1947年（1871年）     |
| 84  | 故郷                       | 高野辰之                       | 岡野貞一                       | 1914年               |
| 85  | 蛍の光                     | 稲垣千穎                       | スコットランド民謡             | 1881年（不明）       |
| 86  | 牧場の朝                   | 杉村楚人冠                     | 船橋榮吉                       | 1932年               |
| 87  | 見上げてごらん夜の星を     | 永六輔                         | いずみたく                     | 1960年               |
| 88  | みかんの花咲く丘           | 加藤省吾                       | 海沼実                         | 1946年               |
| 89  | 虫のこえ                   | 文部省唱歌                     | 文部省唱歌                     | 1910年               |
| 90  | むすんでひらいて           | 文部省唱歌                     | ジャン=ジャック・ルソー        | 1947年（1752年）     |
| 91  | 村祭                       | 葛原しげる                     | 南能衛                         | 1912年               |
| 92  | めだかの学校               | 茶木滋                         | 中田喜直                       | 1950年               |
| 93  | もみじ                     | 高野辰之                       | 岡野貞一                       | 1911年               |
| 94  | 椰子の実                   | 島崎藤村                       | 大中寅二                       | 1901年（1936年）     |
| 95  | 夕日                       | 葛原しげる                     | 室崎琴月                       | 1921年               |
| 96  | 夕焼小焼                   | 中村雨紅                       | 草川信                         | 1919年（1923年）     |
| 97  | 雪                         | 文部省唱歌                     | 文部省唱歌                     | 1911年               |
| 98  | 揺籃のうた                 | 北原白秋                       | 草川信                         | 1921年               |
| 99  | 旅愁                       | 犬童球渓訳詞                   | ジョン・P・オードウェイ        | 1907年（1868年）     |
| 100 | リンゴの唄                 | サトウハチロー                 | 万城目正                       | 1945年               |
| 101 | われは海の子               | 宮原晃一郎                     | 文部省唱歌                     | 1910年               |

## 亀田製菓の「日本の歌百選」
亀田製菓は設立40周年記念文化事業として、「21世紀に残したい童謡・唱歌」を募集し、原田泰治の絵を添えて、2000年（平成12年）1月に『日本の歌百選』として2006年（平成18年）1月に本を出版した。応募総数は212,403通に達し、永六輔・服部克久・さだまさし・黒柳徹子・Toshlの5人の選者により100曲が選出された。
亀田製菓の「日本の歌百選」と文化庁・日本PTA全国協議会の「日本の歌百選」の両方で選出された楽曲は以下の通り。
- あおげば尊し
- 赤い靴
- 赤蜻蛉
- あの町この町
- アメフリ
- 雨降りお月[注 1]
- いぬのおまわりさん
- うれしいひなまつり
- オウマ
- 大きな古時計
- お正月
- 朧月夜
- おもいでのアルバム
- おもちゃのチャチャチャ
- 肩たたき
- かもめの水兵さん
- からたちの花
- 汽車
- 汽車ポッポ
- 今日の日はさようなら
- 靴が鳴る
- 荒城の月
- この道
- 子守歌[注 2]
- さくら[注 3]
- 里の秋
- サッちゃん
- 幸せなら手をたたこう
- 𠮟られて
- しゃぼん玉
- ずいずいずっころばし
- 背くらべ
- ぞうさん
- 早春賦
- たき火
- ちいさい秋みつけた
- 茶摘
- チューリップ
- 月の沙漠
- 手のひらを太陽に
- 通りゃんせ
- どこかで春が
- どんぐりころころ
- 夏は来ぬ
- 七つの子
- 花
- 埴生の宿
- 浜千鳥
- 浜辺の歌
- 春が来た
- 春の小川
- ふじの山
- 冬景色
- 冬の星座
- 故郷
- 牧場の朝
- 蛍の光
- みかんの花咲く丘
- 虫のこえ
- むすんでひらいて
- 村祭
- めだかの学校
- 紅葉
- 椰子の実
- 夕日
- 夕焼小焼
- 雪
- 揺籃のうた
- 旅愁
- われは海の子

亀田製菓の「日本の歌百選」のみに選出された楽曲は以下の通り。
| 曲名                   | 作詞              | 作曲         | 備考       |
| ---------------------- | ----------------- | ------------ | ---------- |
| 青い眼の人形           | 野口雨情          | 本居長世     |            |
| うさぎとかめ           | 石原和三郎        | 納所弁次郎   |            |
| 兎のダンス             | 野口雨情          | 中山晋平     |            |
| 海                     | 未詳              | 未詳         | 文部省唱歌 |
| 浦島太郎               | 未詳              | 未詳         | 文部省唱歌 |
| お猿のかごや           | 山上武夫          | 海沼実       |            |
| おもちゃのマーチ       | 海野厚            | 小田島樹人   |            |
| およげ!たいやきくん    | 高田ひろお        | 佐瀬寿一     |            |
| かえるの合唱           | 岡本敏明 訳詞     | ドイツ民謡   | 文部省唱歌 |
| 案山子                 | 武笠三            | 未詳         | 文部省唱歌 |
| かたつむり             | 未詳              | 未詳         | 文部省唱歌 |
| かなりや               | 西條八十          | 成田為三     |            |
| かわいいかくれんぼ     | サトウハチロー    | 中田喜直     |            |
| かわいい魚屋さん       | 加藤省吾          | 山口保治     |            |
| げんこつ山のたぬきさん | 香山美子          | 小森昭宏     | わらべうた |
| 黄金虫                 | 野口雨情          | 中山晋平     |            |
| 証城寺の狸囃子         | 野口雨情          | 中山晋平     |            |
| たなばたさま           | 権藤はなよ 林柳波 | 下総皖一     |            |
| 蝶々                   | 野村秋足 稲垣千穎 | ドイツ民謡   |            |
| 鉄道唱歌[東海道編]     | 大和田建樹        | 多梅稚       |            |
| てるてる坊主           | 浅原鏡村          | 中山晋平     |            |
| どじょっこふなっこ     | 東北民謡          | 岡本敏明     |            |
| 箱根八里               | 鳥居忱            | 瀧廉太郎     |            |
| 鳩                     | 未詳              | 未詳         | 文部省唱歌 |
| 花嫁人形               | 蕗谷虹児          | 杉山長谷夫   |            |
| 春よ来い               | 相馬御風          | 弘田龍太郎   |            |
| 冬の夜                 | 未詳              | 未詳         | 文部省唱歌 |
| ペチカ                 | 北原白秋          | 山田耕筰     |            |
| 村の鍛冶屋             | 未詳              | 未詳         | 文部省唱歌 |
| 森のくまさん           | 馬場祥弘          | アメリカ民謡 |            |